# Prionapteryx lancerotella
Prionapteryx lancerotella là một loài bướm đêm trong họ Crambidae.

## Hình ảnh

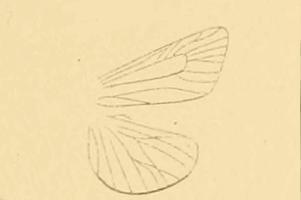
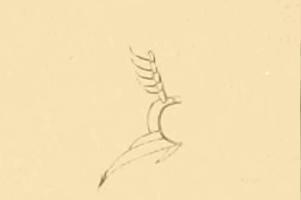
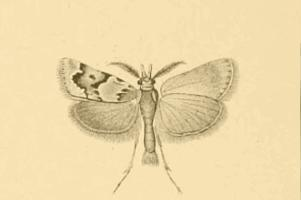